# TMEM101
TMEM101 (англ. Transmembrane protein 101) – білок, який кодується однойменним геном, розташованим у людей на 17-й хромосомі. Довжина поліпептидного ланцюга білка становить 257 амінокислот, а молекулярна маса — 28 795.
| 10         |  | 20         |  | 30         |  | 40         |  | 50         |
| ---------- |  | ---------- |  | ---------- |  | ---------- |  | ---------- |
| MASKIGSRRW |  | MLQLIMQLGS |  | VLLTRCPFWG |  | CFSQLMLYAE |  | RAEARRKPDI |
| PVPYLYFDMG |  | AAVLCASFMS |  | FGVKRRWFAL |  | GAALQLAIST |  | YAAYIGGYVH |
| YGDWLKVRMY |  | SRTVAIIGGF |  | LVLASGAGEL |  | YRRKPRSRSL |  | QSTGQVFLGI |
| YLICVAYSLQ |  | HSKEDRLAYL |  | NHLPGGELMI |  | QLFFVLYGIL |  | ALAFLSGYYV |
| TLAAQILAVL |  | LPPVMLLIDG |  | NVAYWHNTRR |  | VEFWNQMKLL |  | GESVGIFGTA |
| VILATDG    |  |            |  |            |  |            |  |            |

A: Аланін

C: Цистеїн

D: Аспарагінова кислота

E: Глутамінова кислота

F: Фенілаланін

G: Гліцин

H: Гістидин

I: Ізолейцин

K: Лізин

L: Лейцин

M: Метіонін

N: Аспарагін

P: Пролін

Q: Глутамін

R: Аргінін

S: Серин

T: Треонін

V: Валін

W: Триптофан

Локалізований у мембрані.